# Mitja Leskovar
Mitja Leskovar (Kranj, 3 de janeiro de 1970) é um diplomata e prelado esloveno da Igreja Católica pertencente ao serviço diplomático da Santa Sé.

## Biografia
Foi ordenado padre em 25 de junho de 1995, na Catedral de São Nicolau de Luibliana por Alojzij Šuštar, arcebispo de Liubliana, sendo incardinado nesta arquidiocese. Após dois anos de trabalho pastoral em Domžale, ele continuou seus estudos em Roma. Concluiu seu mestrado em 1999 e obteve o doutorado em direito canônico na Pontifícia Universidade Gregoriana.
Entrou para o serviço diplomático da Santa Sé em 1 de julho de 2001, trabalhou na Representação Pontifícia em Bangladesh, na Seção de Assuntos Gerais da Secretaria de Estado e nas Representações Pontifícias na Alemanha e na Índia. Enquanto trabalhava em Roma em 2012, ele foi encarregado de reformar os procedimentos de segurança do Vaticano depois que o mordomo do Papa Bento XVI foi preso por supostamente vazar documentos para um jornalista italiano. Isso incluiu a adição de recursos de segurança aprimorados aos crachás dos funcionários, novas restrições de acesso físico e gerenciamento do manuseio de documentos confidenciais.
Em 1 de maio de 2020, o Papa Francisco o nomeou núncio apostólico no Iraque, sendo consagrado como arcebispo-titular de Benevento em 8 de agosto, na Catedral de São Nicolau de Luibliana, pelas mãos de Franc Rodé, C.M., prefeito emérito da Congregação para os Institutos de Vida Consagrada e as Sociedades de Vida Apostólica, coadjuvado por Jean-Marie Antoine Joseph Speich, núncio apostólico na Eslovênia e por Stanislav Zore, O.F.M., arcebispo de Liubliana.
Em 16 de abril de 2024, foi transferido para a nunciatura apostólica da República Democrática do Congo.